# 호스텔

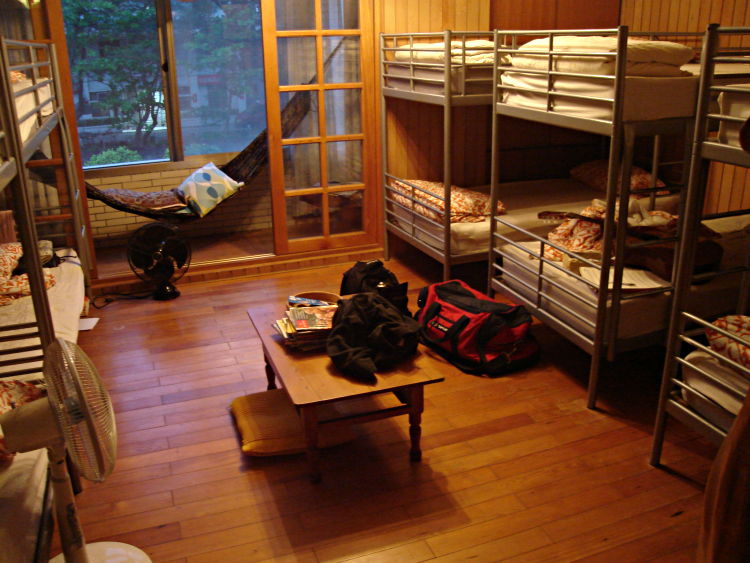
타이완의 호스텔

호스텔(hostel)이란 숙박시설의 하나로 이용자에게 저렴한 가격으로 숙소를 제공한다. 대부분의 경우 커다란 공동침실에서 여러 명이 투숙하며, 샤워실과 주방은 호스텔 이용객 전원이 공동으로 사용한다.

## 종류
- 유스호스텔(Youth Hostel)은 청소년이 건전한 야외활동을 통해 자연과 친숙하게 하기 위하여 비영리적인 숙박시설을 갖추고 적극적으로 자연과 사귐을 촉진하는 운동, 또는 그 숙박시설이다. 1909년, 독일에서 처음 운영된 이래 전 세계로 보급되었다. 민영과 공영 형태로 운영되는데 값싼 숙박 시설을 제공한다는 의무뿐만 아니라 호스텔 안에서는 페어런트(parent)라는 책임자의 지휘 아래 규칙적인 생활을 해야 한다. 유스 호스텔 회원은 세계 모든 국가의 유스 호스텔을 이용할 수 있다.

## 같이 보기
- 게스트하우스
- 민박
- 콘도
- 호텔
- 모텔